# Santuario (banda synth pop)
Santuario fue una banda española de estilo tecno-pop, electropop y synth pop formada por David España, Jaime Oró e Iván Blasco entre los años 1992 y 1995. 
El primer sencillo, "No Volverás", formó parte del recopilatorio "Techno Ciudad 2", junto a otros artistas de la escena de pop electrónico  del momento, entre ellos OBK, Ray, Cetú Javú o A∅. 
Del primer LP se conocen tres sencillos promocionales: "No Volverás", "La puerta del placer" y "Alguien mintió". Los dos primeros están compuestos por David España y el tercero por Jaime Oró. 
Tras la promoción del primer disco, y antes de iniciar la grabación del segundo LP, Jaime Oró salió de la banda e inició un nuevo proyecto junto con Julio Prada, llamado "Líbido líbido". 
Ya en el segundo disco de la banda, esta pasó a ser un dúo aunque con apoyo de músicos externos, entre ellos Sergi Pérez, el cual también participó en eventos promocionales. 
En el segundo LP, de título "Genética", la banda experimentó con nuevos sonidos abusando menos de teclados e incorporaron instrumentos como guitarras y baterías reales. De este disco, se conocen los sencillos: "El mismo de ayer", "Algo caliente" y "Sin tener que hablar", todos compuestos por David España. 
Al finalizar la promoción del segundo disco, se integró a la formación un nuevo miembro, Jordi Mellado; su entrada no era solamente cubrir el hueco que dejó Jaime, sino aportar material e ideas a la banda, más acorde a lo que era un estilo más personal; parte de ello se debía a la motivación de David de crear un sonido más oscuro en cuyo contenido las letras fueran menos naif. Al poco tiempo Iván Blasco decidió abandonar el grupo, no sin desvincularse de la escena musical. La banda pasó a ser dúo de nuevo, y la maqueta fue terminada para ser entregada a la discográfica. Colaboró en arreglos y producción musical Manel Medina, (exmiembro del grupo "Éxodo"), en tres temas como posibles sencillos. Al parecer la maqueta tuvo buena acogida y fue valorada positivamente a nivel discográfico, sin embargo, por motivos aún desconocidos el tercer disco no vio la luz. 
Iván Blasco pasó a ser teclista de apoyo en los conciertos de OBK en 1995 junto con Sergi Pérez, colaborador en los estudios.

## Discografía

### Álbumes
- Santuario (1993).
- Genética (1994).

### Sencillos
- «Alguien mintió».
- «No volverás».
- «La puerta del placer».
- «El mismo de ayer».
- «Sin tener que hablar».